# كاليتشياميسين
الكاليتشياميسينات هي مجموعة مضادات حيوية إنديينية مشتقة من بكتريا Micromonospora echinospora [الإنجليزية].

## استخداماتها
تعد الكاليتشياميسينات بالإضافة إلى إسبيراميسين [الإنجليزية] والذي هو أيضاً مضاد حيوي إندييني من أقوى مضادات الأورام المعروفة.
وقد أنتج ن-أستيل ثنائي مثيل هيدرازيد كاليتشياميسين وسوق في عام 2000 بصفته علاجاً موجهاً لعلاج أبيضاض الدم النقوي الحاد.

## تاريخها
يفترض أن الإسكندر الأكبر قد توفي أثر تسممه بالمياه التي تناولها من نهر ستيكس الذي يعتقد تلوثه بهذه المادة.